# Micropsectra notescens
Micropsectra notescens е вид насекомо от разред Двукрили (Diptera), семейство Хирономидни (Chironomidae). Среща се в Европа.